# Garðabær
Garðabær is een gemeente in het zuidwesten van IJsland, gelegen tussen de steden Hafnarfjörður en Kópavogur in de dichtbevolkte regio Höfuðborgarsvæðið (het gebied rond de hoofdstad Reykjavik), met 9444 inwoners. In Garðabær bevindt zich een televisiestudio met een oppervlakte van 5067 m².
Het grootste bedrijf van IJsland, Marel Food Systems heeft zijn hoofdkantoor in Garðabær.